# Aranyfürt királykisasszony és a fürtöcskék
Az Aranyfürt királykisasszony és a fürtöcskék (eredeti cím: Lady Lovely Locks and the Pixietails) amerikai televíziós rajzfilmsorozat. Amerikában 1987 és 1988 között a LBS vetítette. Magyarországon 1993. január 15. és március 19. között az MTV2 sugározta. DVD-n a Mirax adta ki Fénylőfürt és a mágikus manócskák címmel.

## Epizódlista
| #        | #        | #        | Magyar cím              | Eredeti cím               | Magyar bemutató   | Eredeti bemutató |
| Kód szám | Sor szám | Sor szám | Magyar cím              | Eredeti cím               | Magyar bemutató   | Eredeti bemutató |
| -------- | -------- | -------- | ----------------------- | ------------------------- | ----------------- | ---------------- |
| 1        | 1        | A        | Veszélyben a birodalom  | To Save My Kingdom        | 1993. január 15.  | 1987.            |
| 1        | 2        | B        | Hamis barátság          | Cruel Pretender           | 1993. január 15.  | 1987.            |
| 2        | 3        | A        | A fürtöcskék eltűnése   | Vanished                  | 1993. január 22.  | 1987.            |
| 2        | 4        | B        | A varázscsont           | The Wishing Bone          | 1993. január 22.  | 1987.            |
| 3        | 6        | A        | A tükörképek tava       | The Lake of Reflections   | 1993. január 29.  | 1987.            |
| 3        | 9        | B        | A gubanc                | The Bundle                | 1993. január 29.  | 1987.            |
| 4        | 17       | A        | Riadalom a birodalomban | The Keeper                | 1993. február 5.  | 1987.            |
| 4        | 7        | B        | A tükrös tó szörnye     | The Menace of Mirror Lake | 1993. február 5.  | 1987.            |
| 5        | 12       | A        | A bátor szivű herceg    | Prince's Broken Heart     | 1993. február 12. | 1987.            |
| 5        | 10       | B        | A jégbirodalom          | In the Kingdom of Ice     | 1993. február 12. | 1987.            |
| 6        | 13       | A        | Nemes cselekedet        | The Noble Deed            | 1993. február 19. | 1987.            |
| 6        | 16       | B        | Aranyfürt csapdában     | The Capture               | 1993. február 19. | 1987.            |
| 7        | 15       | A        | A sárkányfa             | The Dragon Tree           | 1993. február 26. | 1987.            |
| 7        | 14       | B        | A szöktetés             | The Doubt                 | 1993. február 26. | 1987.            |
| 8        | 8        | A        | A sötétség szelleme     | Blue Moon                 | 1993. március 5   | 1987.            |
| 8        | 18       | B        | A járgányverseny        | The Rally                 | 1993. március 5   | 1987.            |
| 9        | 11       | A        | Hatalom és dicsőség     | The Power and the Glory   | 1993. március 12. | 1987.            |
| 9        | 5        | B        | Bársonypikkely          | The Discovery             | 1993. március 12. | 1987.            |
| 10       | 19       | A        | A tűzlabda              | Fire in the Sky           | 1993. március 19. | 1987.            |
| 10       | 20       | B        | Az aranyvár elfoglalása | To Take a Castle          | 1993. március 19. | 1987.            |